# Blålupin
Blålupin eller sötlupin (Lupinus angustifolius) är en art i familjen ärtväxter från södra Europa och Medelhavsområdet. Växten ger en proteinrik ätlig böna, och har länge odlats i bland annat medelhavsområdet, Mellanöstern och Sydamerika. Den används både som människoföda och till djurfoder. Kronbladen är blå och växten är kvävefixerande.
Sötlupin tar upp kväve från luften, vilket ger ett jämförelsevis mindre behov av kvävegödsling vid odling. Dess långa pålrötter både binder och luckrar upp jorden. Arten kan därför planteras på urlakade jordar som en jordförbättrare. Enligt Axfoundation sprider sig sötlupin inte i det vilda, och det är svårt eller omöjligt att korsa arten med den vanliga trädgårdslupinen, som är giftig.
Vid testodling i Sverige gav sötlupinen en avkastning på 3,7 ton per hektar, och bönorna fick ett proteininnehåll på cirka 36 %. Tillsammans med åkerböna har den föreslagits som en ersättning för den mycket miljöbelastande sojabönan, i djurfoder och mat.
Växten når en höjd av 20 till 150 centimeter och den blommar mellan april och juni.

## Ekologi
Arten växer i låglandet och i bergstrakter upp till 1500 meter över havet. Naturliga populationer hittas vanligen i öppna buskskogar, invid vägar, på ängar, i klippiga områden, i stäpper och på obrukad jordbruksmark. Blålupin utvecklas bäst vid temperaturer mellan 6 och 26°C men den kan uthärda -6°C.

## Hot
Lokala bestånd hotas av intensivt brukade betesmarker och av landskapsförändringar. Hela populationen anses vara stabil. IUCN listar blålupin som livskraftig (LC).

## Bilder

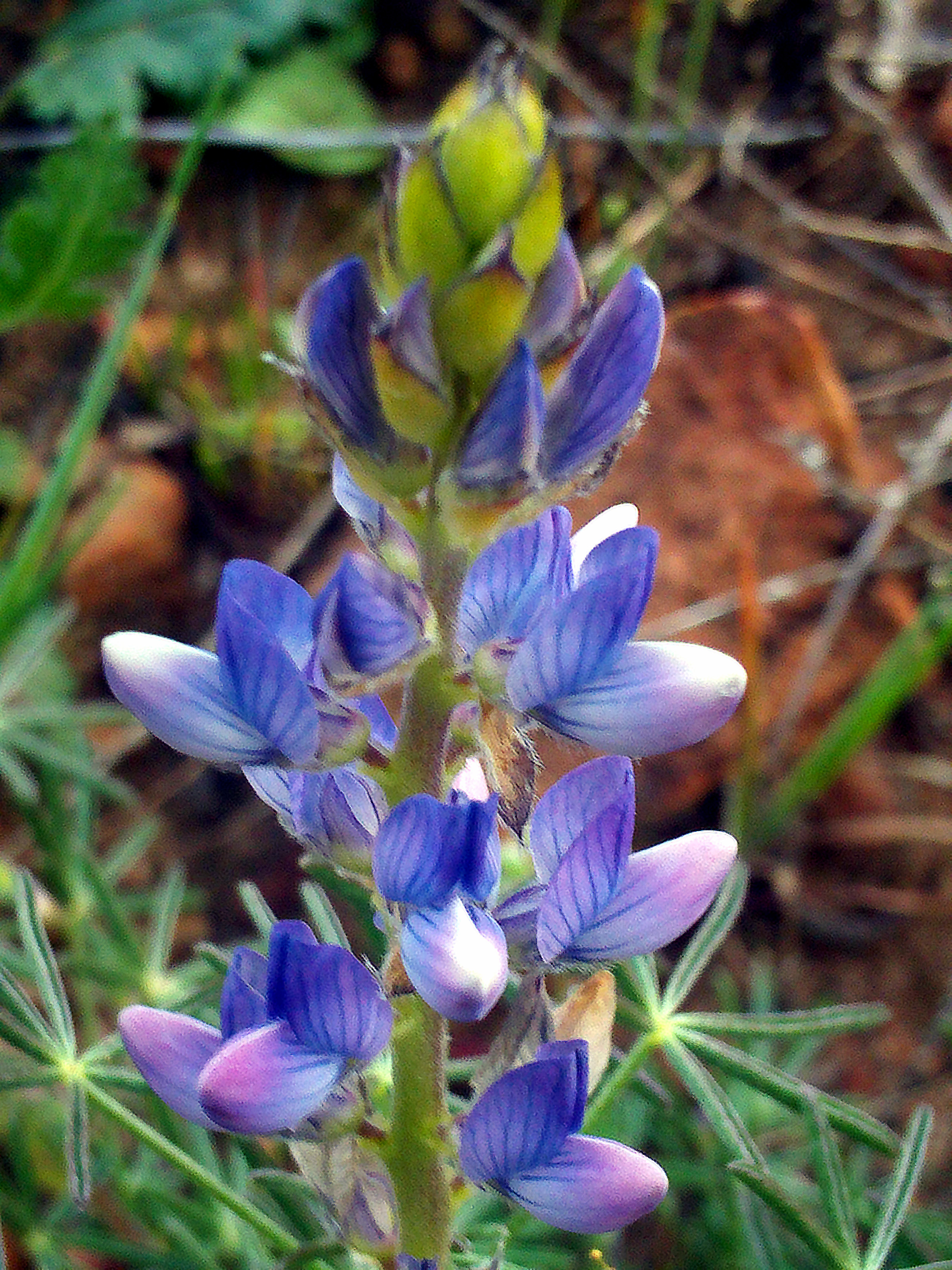
Blomställning
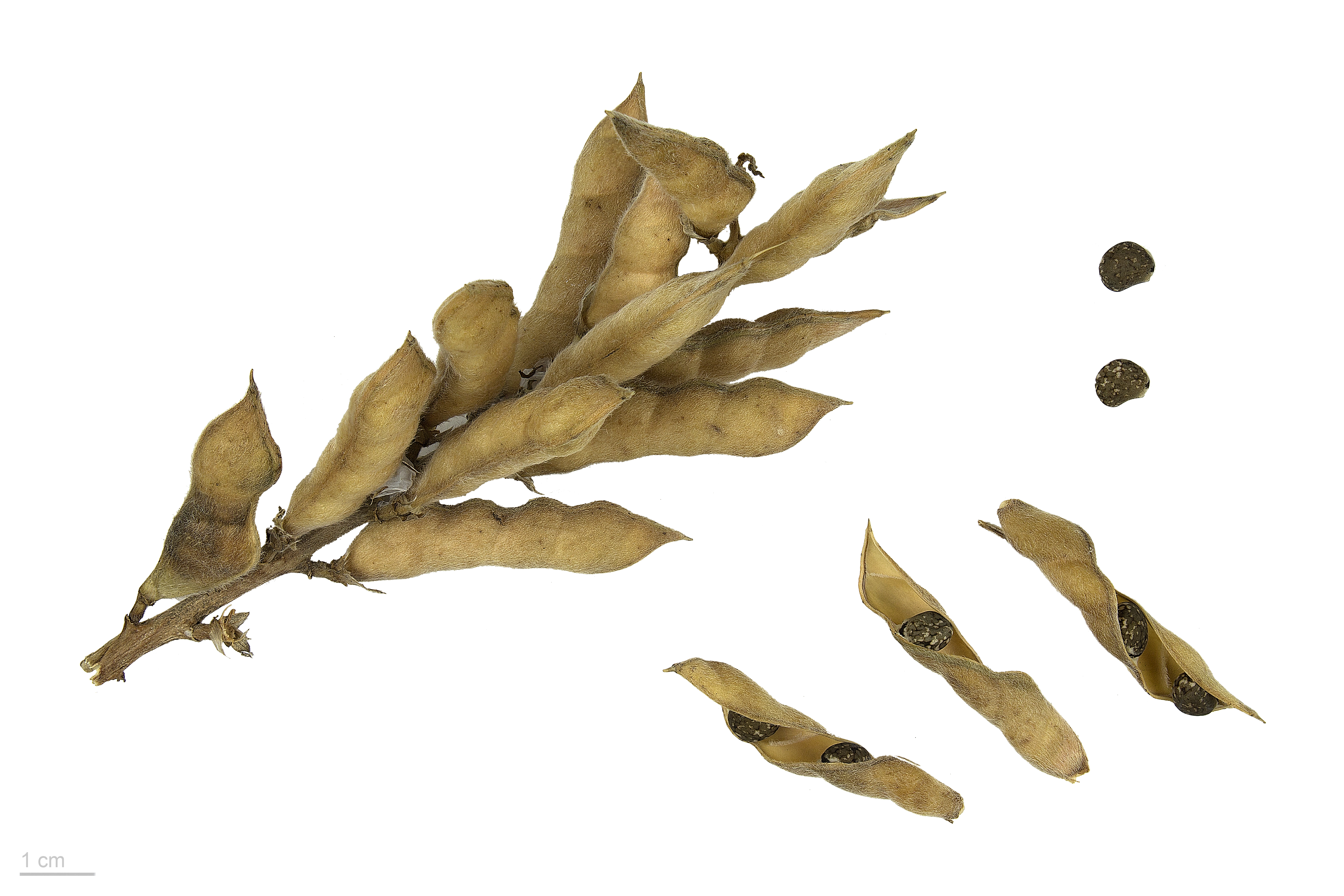
Ärtskidor av blålupin, Muséum de Toulouse

## Synonymer
subsp. angustifolius
Lupinus angustifolius proles cryptanthus (Shuttlew.) Rouy
Lupinus angustifolius proles linifolius (Roth) Rouy
Lupinus angustifolius subsp. cryptanthus (Shuttlew.) P.Fourn.
Lupinus angustifolius subsp. leucospermus (Boiss. & Reut.) Cout.
Lupinus angustifolius subsp. linifolius (Roth) Arcang.
Lupinus angustifolius subsp. linifolius P.Fourn.
Lupinus cryptanthus Shuttlew.
Lupinus jugoslavicus Kazim. & Nowacki
Lupinus leucospermus Boiss. & Reut.
Lupinus linifolius J.N.Buek
Lupinus linifolius Roth
Lupinus philistaeus Boiss.
Lupinus reticulatus Desv.
Lupinus reticulatus subsp. linifolius (Roth) Nyman comb. illeg.
Lupinus varius Savi nom. illeg.
Lupinus varius L.